# Mesosa chassoti
Mesosa chassoti är en skalbaggsart som beskrevs av Stefan von Breuning 1970. Mesosa chassoti ingår i släktet Mesosa och familjen långhorningar.
Artens utbredningsområde är Taiwan. Inga underarter finns listade i Catalogue of Life.